# Antonín Zázvorka
Antonín Zázvorka (21. ledna 1866 Podbradec – 6. února 1937 Šlapanice) byl rakouský a český statkář a politik, na počátku 20. století poslanec Českého zemského sněmu a Říšské rady.

## Biografie
Profesně působil jako sedlák v Šlapanicích, kam se přiženil.
Počátkem 20. století se zapojil i do zemské a celostátní politiky. Ve volbách v roce 1901 byl zvolen do Českého zemského sněmu v kurii venkovských obcí (volební obvod Hořice) jako kandidát České agrární strany.
Ve volbách roku 1901 byl zvolen do Říšské rady ve Vídni (celostátní zákonodárný sbor) za kurii venkovských obcí, obvod Jičín, Hořice, Jilemnice, Semily atd. Do Říšské rady byl zvolen i ve volbách roku 1907, nyní již podle všeobecného a rovného volebního práva (obvod Čechy 041). Ve vídeňském parlamentu zasedal v Klubu českých agrárníků a zároveň byl v letech 1908–1911 místopředsedou Poslanecké sněmovny Říšské rady. Zasazoval se o zrovnoprávnění češtiny na Říšské radě, protože při vypisování účtů za poslanecké diety odmítl podepsat jinak než v českém jazyce. Spor skončil u Nejvyššího správního soudu, který potvrdil Zázvorkův postup.
Ve volbách v roce 1911 se již o mandát v parlamentu neucházel a až do zániku monarchie se vzdálil politickému dění. Mimo aktivní politiku zůstal i po vzniku Československa, udržoval si ovšem zájem o veřejné dění a byl členem četných spolků (Ústřední matice školská, Národní jednota severočeská).
Zemřel v únoru 1937 na svém statku v Šlapanicích na Slánsku. Pohřben byl u svatého Isidora v Budeničkách.